# Wilhelm Hübbe-Schleiden

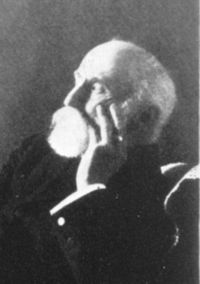
Wilhelm Hübbe-Schleiden

Wilhelm Hübbe-Schleiden (* 20. Oktober 1846 in Hamburg; † 17. Mai 1916 in Göttingen) war ein deutscher kolonialpolitischer Schriftsteller und Theosoph.

## Leben
Hübbe-Schleiden wurde am 20. Oktober 1846 als jüngster Sohn des Staatsbeamten Wilhelm Hübbe und dessen Ehefrau Wilhelmine Maria Sophie Eleonore Schleiden in Hamburg geboren. Im Alter von neun Jahren starb seine Mutter. Er besuchte ein Hamburger Gymnasium.
Hübbe-Schleiden studierte Volkswirtschaft und Rechtswissenschaft. 1869 promovierte er in Leipzig zum Doktor beider Rechte. Anschließend wurde er in Hamburg als Rechtsanwalt zugelassen. Mit Genehmigung des Hamburger Senats führte er den Doppelnamen Hübbe-Schleiden. Während des Deutsch-Französischen Krieges war er Attaché am deutschen Generalkonsulat in London.
Hübbe-Schleiden unternahm ausgedehnte Reisen durch Westeuropa und lebte zwischen 1875 und 1877 in Gabun, wo er mit Augustus S. Bolton das Handelshaus Bolton & Schleiden gründete. 1877 wurde er in Gabun wegen Beteiligung an einem Doppelmord angeklagt und verurteilt. Er konnte das Urteil aber erfolgreich anfechten und kehrte daraufhin nach Deutschland zurück.
Danach war er als Steuersekretär in Hamburg tätig und trat als Vorkämpfer für die deutschen Kolonialbestrebungen in Afrika und Asien auf, wobei er Friedrich Fabri unterstützte und selber eine gewisse Bekanntheit erlangte. Hierzu schrieb er auch mehrere Bücher, unter anderem Überseeische Politik und Ethiopien.
1882 war er an der Gründung des Deutschen Kolonialvereins beteiligt.
1883 lernte er über seine Bekanntschaft mit der Fabrikantenfamilie Gebhard in Elberfeld die Lehren der von Helena Petrovna Blavatsky vertretenen Theosophie kennen, mit der er sich von nun an bis an sein Lebensende beschäftigte. Auf Mary Gebhards Betreiben wurde am 27. Juli 1884 die theosophische Sozietät Germania in Elberfeld im Haus der Familie Gebhard gegründet, zu deren Präsident Hübbe-Schleiden gewählt wurde. Bei dieser Gelegenheit lernte er Henry Steel Olcott kennen, der ihn wenige Stunden vor seiner Wahl in die Theosophische Gesellschaft aufnahm. Hübbe-Schleiden blieb ein halbes Jahr als Gast der Familie Gebhard in Elberfeld, um die Organisation der Sozietät aufzubauen. Einige Wochen nach der Gründung kam auch Blavatsky, die Gründerin der Theosophischen Gesellschaft, die von den Gebhards nach Elberfeld zur Erholung eingeladen worden war. Für einige Wochen war nun Elberfeld das Hauptquartier der Theosophischen Gesellschaft. Durch das Bekanntwerden der Coulomb-Affäre im September 1884 und des „Hodgson Reports“ im Dezember 1885 wurden Madame Blavatsky und die Theosophie stark in Misskredit gebracht. Hübbe-Schleiden trat – wie andere prominente Mitglieder – aus der Sozietät aus, um sich nicht in der wissenschaftlichen Welt zu kompromittieren, blieb aber Mitglied im fernen Indien. Von ihren angesehensten Mitgliedern verlassen wurde die Sozietät am 31. Dezember 1886 wieder aufgelöst.
Seit Januar 1886 fungierte Hübbe-Schleiden als Herausgeber der von ihm selbst seit Herbst 1884 geplanten und gegründeten Monatszeitschrift Sphinx, deren Erscheinen er durch seinen Austritt hatte retten können. Sie widmete sich hauptsächlich metaphysischen Themen, wies jedoch auch Bezüge zur Theosophie auf. So konnte Hübbe-Schleiden das Interesse an der in ihrem Ruf beschädigten Theosophie in Deutschland wachhalten. Vor allem aus der Leserschaft dieser Zeitschrift vermochte er 1892 in Berlin die Theosophische Vereinigung zu gründen. Dieser folgte am 3. November 1893 der Esoterische Kreis. Diese beiden Organisationen wurden am 29. Juni 1894 unter Anwesenheit von Henry Steel Olcott zur Deutschen Theosophischen Gesellschaft (D.T.G.) vereinigt.
Ende 1894 reiste Hübbe-Schleiden nach Indien, um sich durch eigene Erfahrung über die spirituelle Kraft des Yoga zu informieren. 1896 kam er ohne greifbares Ergebnis zurück und beschäftigte sich trotz dieses Misserfolges weiterhin mit der Theosophie. Die Eindrücke seiner Reise veröffentlichte er in seinem Werk Indien und die Indier und in mehreren Reisebriefen aus Indien in der Zeitschrift Sphinx.
In diesen Jahren wurden in ganz Deutschland zahlreiche theosophische Gruppen gegründet, alle mit unterschiedlichen Zielen, jedoch berief sich jede Gruppe darauf, im Besitz der „wahren“ und „richtigen“ Theosophie zu sein. Hübbe-Schleiden selbst nahm am 25. August 1901 an einem Theosophischen Kongress zur Vereinigung dieser unterschiedlichen Gruppierungen in Deutschland teil. Es konnte jedoch keine Einigung erzielt werden. Daraufhin gründeten die Mitglieder der D.T.G., unter ihnen Hübbe-Schleiden, der sich lange gegen die Gründung gesträubt hatte, am 19. Oktober 1902, unter Anwesenheit von Annie Besant, eine eigene Deutsche Sektion der Theosophischen Gesellschaft (DSdTG). Diese war nun direkt der Zentrale in Adyar unterstellt. Auf Graf von Brockdorffs Vorschlag hin wurde Rudolf Steiner zum Generalsekretär gewählt.
Die von Anfang an vorhandene Kluft zwischen Annie Besants und Steiners Christus-Auffassung trat immer stärker in das Bewusstsein der Gesellschaft und die Differenzen schienen schließlich unüberbrückbar zu werden. Einer Bitte von Annie Besant folgend, hatte Hübbe-Schleiden seit 1912 den von Besant in Indien gegründeten Order of the Star of the East in Deutschland eingeführt, der den Hinduknaben Jiddu Krishnamurti zum Weltlehrer ausrief. Damit verschärfte er den Gegensatz nicht unerheblich. Als der Vorstand der Deutschen Sektion an der Jahreswende 1912/13 den Rücktritt Annie Besants forderte, wurde die ganze Deutsche Sektion von Annie Besant, die wusste, wie sehr die deutschen Theosophen hinter Rudolf Steiner standen, kurzerhand am 7. März 1913 ausgeschlossen. Steiner hatte vorsorglich an der Jahreswende 1912/13 in Köln bereits eine Anthroposophische Gesellschaft gegründet, die jetzt ihre Arbeit aufnehmen konnte.
Annie Besant autorisierte Hübbe-Schleiden, dessen Treue sie sich vorher versichert hatte, durch eine neue Stiftungsurkunde zur Neugründung der Deutschen Sektion. Diese nun auf etwa ein Zehntel verkleinerte Gesellschaft kam nicht mehr richtig in Schwung. Nachdem Hübbe-Schleiden anfangs provisorisch als Generalsekretär der neuen Deutschen Sektion fungierte, wurde im Mai 1913 Johannes Ludovicus Mathieu Lauweriks als ordentlicher Generalsekretär gewählt, Hübbe-Schleiden blieb jedoch die wichtigste Galionsfigur der kleinen Adyartreuen Gruppe. Interne Streitereien führten zu einem stetigen Mitgliederschwund, der durch Ausbruch des Ersten Weltkrieges noch verstärkt wurde. Mit Hübbe-Schleidens Tod am 17. Mai 1916 zerfiel die DSdTG.
Am 6. Juli 1912 stellte Hübbe-Schleiden einen Antrag auf Mitgliedschaft im Rosenkreuzerorden „Order of the Temple of the Rosy Cross“. Ob er tatsächlich Mitglied wurde, ist nicht bekannt.
Daneben war er Mitglied in der Ortsgruppe München des völkisch-nationalistischen Alldeutschen Verbandes.

## Werke
- Sphinx. (Monatszeitschrift, als Herausgeber zwischen 1886 und 1896)
- Das Dasein als Lust, Leid und Liebe. Braunschweig 1891
- Das Suchen des Meisters. Gespräch eines Kirchenchristen und eines Mystikers. Rohm, Lorch 1916
- Deutsche Kolonisation. Hamburg 1881
- Ethiopien. Hamburg 1879
- Kolonisationspolitik und Kolonisationstechnik. Hamburg 1882
- Motive zu einer überseeischen Politik Deutschlands. Hamburg 1881
- Überseeische Politik. 2 Bände. Hamburg 1881–1883
- Weltwirtschaft und die sie treibende Kraft. Hamburg 1882
- Indisches Tagebuch 1894/1896. Mit Anmerkungen und einer Einleitung herausgegeben von Norbert Klatt. Klatt, Göttingen 2009, ISBN 978-3-928312-25-7. Online: Indisches Tagebuch 1894/1896